# Moritz Thomann
Moritz Thomann SJ (* 19. April 1722 in Langenargen; † 19. Dezember 1805 in Bozen) war ein deutscher katholischer Missionar, der hauptsächlich in Indien und Afrika wirkte.

## Biografie
1722 gaben Thomanns evangelische Eltern, der Leinweber Jakob Thoman und Katharina Hüg, ihr Bürgerrecht der Reichsstadt Leutkirch auf und siedelten mit ihren Kindern nach Langenargen, um den katholischen Glauben anzunehmen. Anlässlich der Taufe des in Langenargen geborenen Moritz Thomann am 19. April 1722 konvertierte die gesamte Familie im Kapuzinerkloster Langenargen. Von den insgesamt 17 Kindern überlebten nur drei Söhne: Moritz und seine älteren Brüder Jakob, der in Innsbruck studierte und als Kapuziner in der Schweiz verstarb, sowie Joseph, der im väterlichen Beruf als Seidenfabrikant nach Italien umsiedelte.
Er besuchte das siebenjährige Jesuitengymnasium in Innsbruck und absolvierte sein philosophisches Vorstudium bei den Patres des Kapuzinerkloster Bozen.
Nach dem Tod seines Vaters und Paten musste er aus finanziellen Gründen sein 1743 aufgenommenes Studium der Pharmazie und Medizin an der Universität Innsbruck abbrechen. Über Weihnachten 1747 pilgerte Moritz Thomann nach Rom, wo er ab 1748 in diversen Hospitälern, u. a. dem Heilig Geist Spital Sassia praktizierte, bevor er 1750 der Societas Jesu (SJ) in Rom beitrat. Vom Orden unterstützt promovierte er an der Hochschule von Macerata zum Doktor der Medizin und der Philosophie. Er ging nach Indien, erhielt im Herbst 1755 im Collegium von Goa die Priesterweihe und wirkte dort bis 1757 als Missionar. Dann entsandte ihn sein Orden in die portugiesischen Kolonien an der Ostküste Südafrikas, wo er wegen seiner medizinischen Ausbildung auch als Arzt tätig wurde.
Im Zuge der Aufhebung des Jesuitenordens internierte man den Priester 1759 in Afrika, brachte ihn erneut nach Goa und von dort 1761 nach Portugal, wo man ihn 16 Jahre, bis zum Tod des portugiesischen Königs Joseph I., unschuldig einkerkerte.
Erst 1777 kam er frei. Thomann verbrachte seinen Lebensabend als Priester in seiner früheren Studienstadt Bozen.

## Werke
- Mauriz Thoman: Mauriz Thomans, ehemal. Jes. und Miss. in Asien und Afrika, Reise- und Lebensbeschreibungen. Augsburg 1788 (Volltext in der Google-Buchsuche).[1]
- Moritz Thoman: Ein Exjesuit. Eine Selbstbiographie. Hrsg.: J. B. Kempf. Wiederauflage Auflage. Friedrich Pustet, Regensburg 1867 (Volltext in der Google-Buchsuche).[2] In seinem autobiographischen Werk setzt sich Thomann neben seiner Missionstätigkeit mit dem Schicksal der Jesuiten in Portugal auseinander.
- Mauritius Thoman: Das merkwürdige Leben des Jesuiten Mauritius Thoman:- Eine Selbstbiographie - 18. Jahrhundert. Neuauflage (Übersetzung) Auflage. Bernhard Oeckl, Langenargen 2019, DNB 1189190036 (Übersetzung der ursprünglich 1788 in altdeutscher Frakturschrift verfassten Autobiographie von Mauritius Thoman in die neue deutsche Schrift und Rechtschreibung).[3]

## Links
- Taufeintrag 19. April 1722 im Kirchenbuch von Langenargen (Matricula Online)